# Lavinia Longhi
Lavinia Longhi (Mariano Comense, 18 marzo 1980) è un'attrice italiana.

## Biografia
Nata a Mariano Comense, in provincia di Como, da padre italiano e da madre montenegrina, intraprende sin da giovane la carriera di attrice teatrale, studiando recitazione presso la scuola di teatro "Quelli di Grock" di Milano. Si laurea poi in Storia e conservazione dei beni teatrali, cinematografici e televisivi presso l'Università Statale di Milano.
Tra il 2004 e il 2006 ha co-condotto il programma StraNick, in onda su Nickelodeon Italia.
La sua prima prova di recitazione televisiva è nella sit-com Il supermercato, con Enrico Bertolino e Angela Finocchiaro nel 2005.
Nel 2008 recita nel film Sanguepazzo, diretto da Marco Tullio Giordana con Monica Bellucci, presentato al 61º Festival di Cannes. Sebbene impegnata in un ruolo minore, questa partecipazione consacra l'attrice mariana permettendole di recitare in produzioni importanti e non solo italiane.
Nel 2010 viene scelta come protagonista femminile del film indipendente I giorni della vendemmia e appare nei primi quattro episodi della terza stagione della serie TV Boris nel ruolo di Maddalena.
Nel 2012 è nel cast del film Immaturi - Il viaggio di Paolo Genovese, nel ruolo di Rita. Questa partecipazione permetterà, dai tempi di Sanguepazzo, di riaffermarsi nel grande cinema insieme a un cast importante.
Nel 2015 è nel cast del film Italiano medio di Maccio Capatonda. Da tempo l'attrice collabora con il comico abruzzese: nella trasmissione satirica Mai dire... (2004-2008) della Gialappa's Band, in onda sulle reti Mediaset, nel programma demenziale All Music Show (2006-2007), trasmesso su All Music, e nella serie televisiva Mario (2013), diretta da Maccio Capatonda per MTV.
Nella sua carriera ha anche ruoli secondari in molte fiction Rai, come Don Matteo (2008),  Giochi sporchi (2009), Ho sposato uno sbirro (2010), Crimini (2010), Nero Wolfe (2012), Un medico in famiglia (2014), Una pallottola nel cuore (2016) e Non uccidere (2017). Per Sky Italia l'attrice recita nella miniserie prodotta da Colorado Film Quo vadis, baby? (2008) e nella serie prodotta dalla Fox Boris (2010).
Oltre che in Italia Lavinia Longhi ha anche dato il suo contributo come attrice all'estero, in alcune produzioni per la Svizzera e per la Turchia. Riguardo all'esperienza svizzera ha recitato per conto della RSI (RadioTelevisione Svizzera Italiana) nei film televisivi Cuore di ghiaccio (2006), figurando nel cast principale, e Anime in corsa (2007), e poi per conto della RTS (Radio Televisione Svizzera Francofona) nella serie Station Horizon (2014). In Turchia ha recitato nel film La Signora Enrica (2010) e nella serie TV Uçurum (2012).
Durante la sua carriera si è prestata come testimonial di importanti aziende: Sky Cinema (2007), Caffè Hag (2007), Piero Guidi (2009), Calzedonia (2009), Lexus (2017) e Sostenium (2019).
Ricopre il ruolo di docente e responsabile dei corsi di recitazione cinematografica presso la Scuola di cinema Accademia09 a Milano.

## Filmografia

### Televisione
- StraNick (2004-2006)
- Mai dire... (2004-2008)
- Linea di confine – miniserie TV (2005)
- Il supermercato – serie TV (2005-2006)
- Il caffè dell'arte, regia di Attilio Azzola – cortometraggio TV (2005)
- Cuore di ghiaccio, regia di Matteo Bellinelli – film TV (2006)
- Intralci, regia di Maccio Capatonda – serie TV, 11 episodi (2006)
- All Music Show[6] (2006-2007)
- Anime in corsa, regia di Andrea Canetta – film TV (2007)
- Quo vadis, baby? – miniserie TV, episodio 1x5[7] (2008)
- Don Matteo – serie TV, episodio 6x13 (2008)
- Giochi Sporchi – serie TV (2009)
- Boris 3 – serie TV, 4 episodi (2010)[8]
- Ho sposato uno sbirro – serie TV, episodio 2x12 (2010)
- Crimini – serie TV, episodio 2x5 (2010)
- Rex – serie TV, episodio 4x5 (2011)
- Nero Wolfe – serie TV, episodio 1x4 (2012)
- Uçurum – serie TV, 24 episodi (2012)
- Mario – serie TV, 36 episodi (2013-2014)
- Un medico in famiglia 9 – serie TV, 7 episodi (2014)
- Station Horizon – serie TV (2014)
- Fuoriclasse – serie TV, 8 episodi (2015)
- Una pallottola nel cuore – serie TV, episodio 2x01 (2016)
- La porta rossa – serie TV, 12 episodi  (2017)
- Non uccidere – serie TV, episodio 2x05 (2017)
- La fuggitiva – serie TV, episodi 1x03-1x04 (2021)
- La porta rossa - Terza stagione – serie TV (2023)
- Il clandestino – serie TV, 11 episodi (2024)
- Brennero – serie TV (2024)

### Cinema

#### Lungometraggi
- Il vangelo secondo precario, regia di Stefano Obino (2005)
- Sanguepazzo, regia di Marco Tullio Giordana (2008)
- I giorni della vendemmia, regia di Marco Righi (2010)
- La signora Enrica (Sinyora Enrica ile Italyan Olmak ), regia di Ali Ilhan (2010)
- Ghost Track, regia di Fabrizio Rossetti (2011)
- Il campo nella palude, regia di Salvatore Lo Piano (2011)
- Immaturi - Il viaggio, regia di Paolo Genovese (2012)
- La festa, regia di Simone Scafidi (2013)
- Amaro amore, regia di Francesco Henderson Pepe (2013)
- Io Arlecchino, regia di Giorgio Pasotti e Matteo Bini (2014)
- Italiano medio, regia di Marcello Macchia (2015)
- La leggenda di Bob Wind, regia di Dario Baldi (2016)
- Il Cinema non si ferma, regia di Marco Serafini – documentario (2020)

#### Mediometraggi
- Ovest, regia di Giorgio Carella (2005)

#### Cortometraggi
- La sera dell'ultima, regia di Paolo Lipari (2004)[9]
- Il fazzoletto arancione, regia di Paolo Lipari (2004)
- Vendesi bilocale, regia di A. Ronchi (2004)
- Michele, la paghetta e Truffaut , regia di Marco Righi (2004)
- Seguimi, regia di Carlo Paramidani (2005)
- Il padre, regia di Paolo Lipari (2005)
- Pari Opportunità, regia di Paolo Lipari (2005)
- Nuvole basse d'agosto, regia di Marta Gervasutti (2005)
- L'ombra tra gli ulivi, regia di Giuseppe Papasso (2006)
- Time's Up, regia di Charlie Tango (2008)
- Zimmer, regia di Vincenzo Pandolfi (2009)
- Insula, regia di Eric Alexander (2010)
- Diciotto secondi prima del tramonto, regia di Stefano Urbanetti (2011)

## Teatro
- Gli uccelli di Aristofane (2001)
- La donna ragno, adattamento e regia di Toni Caroppi (2001)
- Del mondo antico, da Pier Paolo Pasolini, regia di Mauro Buttafava (2002)
- Sentimental Peter, regia di E. Lolli (2002)
- La ballerina e lo spazzacamino (2002)
- Protopolis, adattamento de L'opera da tre soldi di Bertolt Brecht, regia di B. Andreoli (2003)
- A porte chiuse di Jean-Paul Sartre, regia di Guido Tortorella (2003)
- Vittime di illusioni, testo e regia di Guido Tortorella (2004)
- Hamlet 2, regia di M. Rossi (2004)
- Al Midsummer Night's Jazz Hall, regia di Andrea Motta, regia di Maria Gabriella Giovannelli (2005)
- I servi di Omar Nedjari, regia di Maria Gabriella Giovannelli (2005)
- Arriva sempre la stessa lettera da Vienna di Giovanni Montanaro, regia di Maria Gabriella Giovannelli (2005)
- Agatina e la tempesta di Paola Manciagli, regia di Maria Gabriella Giovannelli (2006)
- Impro Zelig, con Ale e Franz (2006)
- Boston Marriage di David Mamet, regia di Claudio Orlandini (2010)[10]

## Videoclip
- No One Knows, di Olly & The Good Fellas (2004)
- Messico e amore, di Giuliano Palma e The Bluebeaters (2005)[11]
- Notte di febbraio, di Nek (2006)
- Instabile, di Nek (2006)
- Viaggio, di Piero Pelù (2008)

## Riconoscimenti
- Premio Nazionale La Torretta
  - 2010 – Miglior attrice emergente